# 殷大奎
殷大奎（1940年10月—），男，湖北安陆人，中华人民共和国政治人物，畢業於同济医科大学，曾任华西医科大学副校长，四川省卫生厅厅长，中华人民共和国卫生部副部长，中国医师协会会长，第十届全国政协委员。